# Antoine Griezmann
Antoine Griezmann, född 21 mars 1991 i Mâcon, Frankrike, är en fransk fotbollsspelare som spelar för Atlético Madrid. Han har  även representerat det franska landslaget.
Griezmann spelar huvudsakligen som en central forward, men han kan även spela som ytter (främst vänsterytter). Det har han gjort i Atlético, Real Sociedad och även i landslaget. I landslaget brukar han även ofta spela som offensiv mittfältare.

## Klubbkarriär
Griezmann började spela fotboll i UF Mâcon i hemstaden Mâcon, som ligger några mil norr om Lyon. År 2005 värvades han som 14-åring till spanska Real Sociedad i La Liga. Under de första åren spelade han i klubbens ungdomslag. Han debuterade för A-laget den 2 september 2009 i en match mot Rayo Vallecano. Han gjorde därefter sitt första mål den 27 september 2009 i en match mot SD Huesca. Han spelade i Real Sociedad fram till 2014. Under 2013 var han bland annat en viktig faktor bakom att klubben för första gången på tio år lyckades kvala in till UEFA Champions League.

### Atlético Madrid
Den 19 juli 2014 skrev han ett sexårskontrakt med La Liga-klubben Atlético Madrid. Han gjorde sitt första mål för sin nya klubb den 17 september 2014 i en Champions League-match mot Olympiacos. I en match den 21 december 2014 mot Athletic Bilbao gjorde han sitt första hattrick (tre mål i en match) i La Liga. Han utnämndes till "Månadens spelare i La Liga" för sina goda insatser under januari 2015.
Den 14 maj 2019 meddelade Griezmann att han skulle lämna Atlético Madrid efter fem säsonger, 133 mål och 256 matcher.

### FC Barcelona
Den 12 juli 2019 skrev Griezmann på för FC Barcelona. Övergångssumman landade på 120 miljoner euro, efter att hans utköpsklausul i Atlético ska ha sjunkit från 200 miljoner till 120 miljoner den 1 juli. Hans nya utköpsklausul i Barcelona landade på hela 800 miljoner euro och det nya kontraktet löper ut 2024.

## Landslagskarriär
Griezmann spelar i Frankrikes landslag. Han spelade för Frankrike som junior på U19-, U20- samt U21-nivå. I februari 2014 debuterade han i landslaget på seniornivå. Den första matchen från start gjorde han dock den 5 mars 2014 i en vänskapsmatch mot Nederländerna på Stade de France i Paris.
Han blev uttagen till Frankrikes trupp i VM 2014. I en inför VM-match mot Paraguay den 1 juni 2014 gjorde han sitt första mål för Frankrike på seniornivå. Han gjorde ytterligare två mål den 8 juni 2014 mot Jamaica. Framgångarna i inför VM-matcherna ledde till att han fick chansen att spela som ordinarie i startelvan och spelade från start i Frankrikes premiärmatch i VM 2014 mot Honduras den 15 juni. Frankrike besegrades av Tyskland i kvartsfinalspelet i VM 2014.
Nästa stora uppdrag i landslaget blev EM 2016 på hemmaplan. Under turneringen gjorde han sex mål och två assist på sju matcher. Han gjorde bland annat de båda målen i Frankrikes 2-0-seger i semifinalen mot Tyskland. I finalen besegrades Frankrike av Portugal, och tog därmed EM-silver. Griezmann blev utsedd till "Turneringens bäste spelare" i EM 2016.
Han spelade sitt andra raka VM för Frankrike i VM 2018. Han var en av lagets stora stjärnor och starkt bidragande till att Frankrike lyckades ta VM-guld för första gången sedan 1998. I finalmatchen mot Kroatien den 15 juli 2018 gjorde han 2-1-målet för Frankrike. Han var även inblandad i Frankrikes 1-0-mål efter att ha skjutit en frispark som touchades in i mål via den kroatiske spelaren Mario Mandžukić. Frankrike vann matchen med 4-2, och tog därmed sitt andra VM-guld i historien. Griezmann utsågs till "Matchens bäste spelare" i finalen. Han röstades även fram till hela VM-turneringens tredje bäste spelare, efter Luka Modrić och Eden Hazard.
I november 2022 blev Griezmann uttagen i Frankrikes trupp till VM 2022.
Den 30 september 2024 meddelade Griezmann att hans tid i landslaget är slut.

## Meriter

### Atletico Madrid
- UEFA Europa League: 2017/2018
- Spanska supercupen: 2014
- UEFA Super Cup: 2018

### FC Barcelona
- Spanska cupen: 2020/2021

### Frankrike
- VM-guld 2018
- EM-silver 2016
- VM-silver 2022